# Liste von Flüssen in Vorarlberg

## Tabelle mit Flüssen mit einer Länge von mindestens 10 km in Vorarlberg

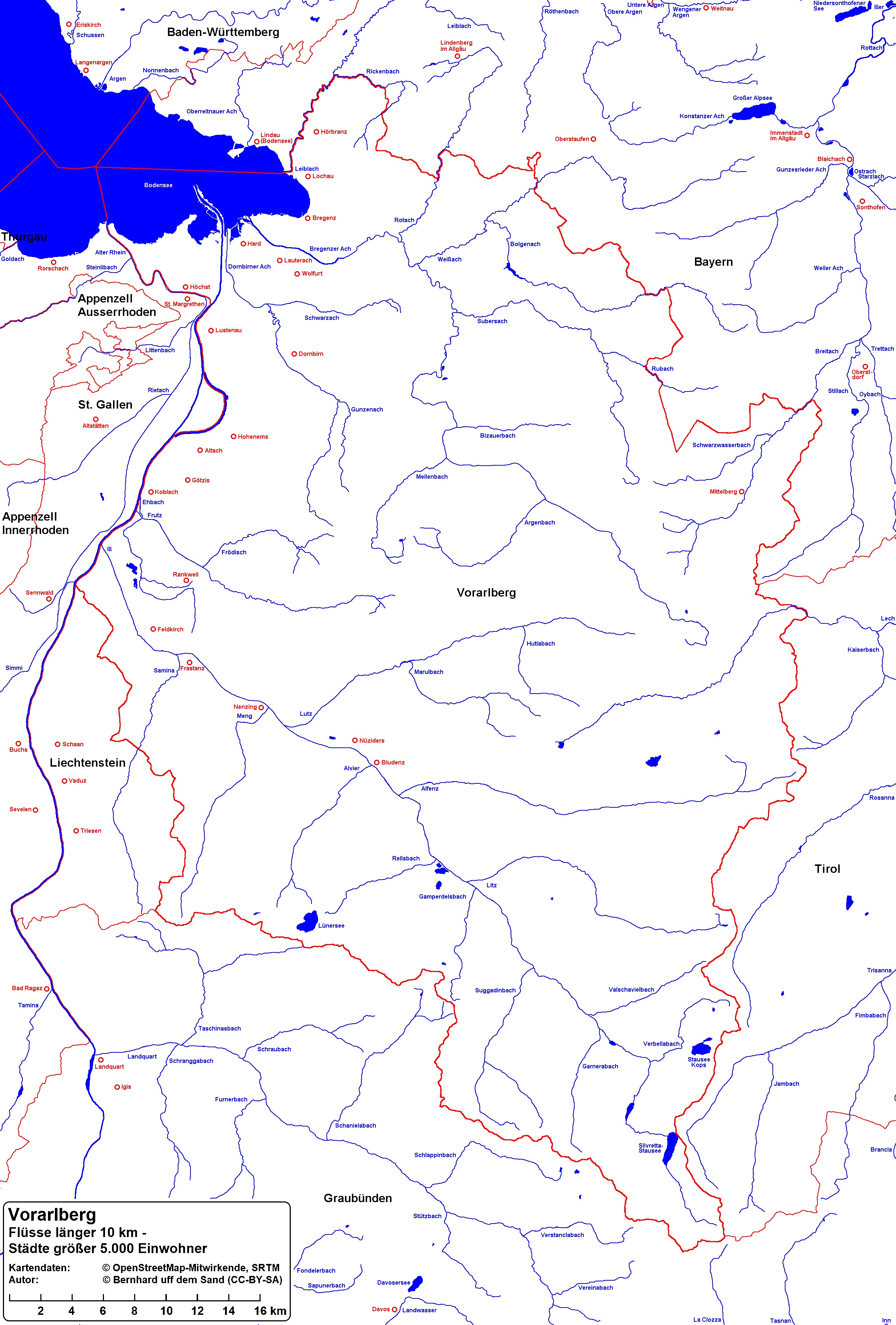
Flüsse in Vorarlberg länger 10 km

| Name                | mündet in           | Mündungsseite | Gesamtlänge in km | Anmerkung                                                 | Einzugsgebiet in km² | Quelle / Zusammenfluss | Quellhöhe in m ü. NHN | Mündung          | Mündungshöhe in m ü. NHN | Mittlerer Abfluss in m³/s |
| ------------------- | ------------------- | ------------- | ----------------- | --------------------------------------------------------- | -------------------- | ---------------------- | --------------------- | ---------------- | ------------------------ | ------------------------- |
| Alfenz              | Ill                 | rechts        | .0000031          | mit Rauzbach                                              | 172                  | Stuben am Arlberg      | .0001.386             | Bludenz          | .0000574                 | .0000004                  |
| Alter Rhein         | Bodensee            |               | .0000030          | mit Rheintaler Binnenkanal                                |                      | Bruggerhorn            | .0000440              | Altenrhein       | .0000396                 |                           |
| Alvier              | Ill                 | links         | .0000018          | mit Gletscherbach                                         | 72                   | Brandner Gletscher     | .0002.095             | Bludenz          | .0000560                 |                           |
| Argenbach           | Bregenzer Ach       | links         | .0000013          | mit Krumbach                                              | 50                   | Ragazer Blanken        | .0001.950             | Au               | .0000759                 |                           |
| Bizauerbach         | Bregenzer Ach       | rechts        | .0000011          |                                                           | .0000022             | Luguntenkopf           | .0001.030             | Reuthe           | .0000642                 | .0000001                  |
| Bolgenach           | Weißach             | links         | .0000030          |                                                           | .0000097             | Besler                 | .0001.311             | Sulzberg         | .0000574                 |                           |
| Bregenzer Ach       | Rhein               | rechts        | .0000067          |                                                           | .0000835             | Schröcken              | .0002.200             | Bregenz          | .0000395                 | .0000041                  |
| Breitach            | Iller               | links         | .0000024          | mit Turabach                                              | .0000149             | Baad                   | .0001.237             | Oberstdorf       | .0000778                 |                           |
| Dornbirner Ach      | Rhein               | rechts        | .0000031          | mit Ebniter Ach                                           | .0000223             | Hoher Freschen         | .0001.485             | Hard am Bodensee | .0000395                 | .0000007                  |
| Ehbach              | Rhein               | rechts        | .0000011          | mit Nafla                                                 | 47                   | Göfis                  | .0000530              | Koblach          | .0000416                 |                           |
| Emmebach            | Rheintalbinnenkanal | rechts        | .0000012          |                                                           | 12                   | Hohe Kugel             | .0001.234             | Altach           | .0000408                 |                           |
| Frödisch            | Frutz               | rechts        | .0000013          |                                                           | 33                   | Hoher Freschen         | .0001.486             | Sulz             | .0000495                 |                           |
| Frutz               | Rhein               | rechts        | .0000023          |                                                           | .00000105            | Löffelspitze           | .0001.782             | Koblach          | .0000417                 |                           |
| Gamperdelsbach      | Ill                 | links         | .0000010          | mit Tilisunabach                                          | 18                   | Sarotlaspitzen         | .0002.480             | Tschagguns       | .0000720                 |                           |
| Garnerabach         | Ill                 | links         | .0000010          |                                                           | 25                   | Tübinger Hütte         | .0002.470             | Gaschurn         | .0000965                 |                           |
| Gunzenach           | Dornbirner Ach      | rechts        | .0000010          | auch Kobelach                                             | 23                   | Salzbödenkopf          | .0001.573             | Gütle            | .0000512                 |                           |
| Hutlabach           | Lutz                | links         | .0000010          |                                                           | 17                   | Rote Wand              | .0001.935             | Buchboden        | .0000860                 |                           |
| Ill                 | Rhein               | rechts        | .0000075          | mit Silvretta-Stausee                                     | .0001.281            | Ochsentaler Gletscher  | .0002.240             | Meiningen        | .0000429                 | .0000066                  |
| Lech                | Donau               | rechts        | .0000256          | zum Teil in Bayern                                        | .0003.919            | Formarinsee            | .0001.840             | Marxheim         | .0000392                 | .0000114                  |
| Leiblach            | Bodensee            |               | .0000032          | zum Teil in Bayern                                        | .0000103             | Riedhirsch             | .0000687              | Bregenz          | .0000395                 | .0000003                  |
| Litz                | Ill                 | rechts        | .0000025          |                                                           | .0000101             | Verwall                | .0001.800             | Schruns          | .0000680                 |                           |
| Lustenauer Kanal    | Dornbirner Ach      | links         | .0000015          | mit Scheibenbach und Neunerkanal, zum Teil in der Schweiz | 28                   | Diepoldsau             | .0000409              | Hard bei Bregenz | .0000395                 |                           |
| Lutz                | Ill                 | rechts        | .0000030          | mit Lägerzungbach                                         | .0000180             | Braunarlspitze         | .0001.925             | Nenzing          | .0000530                 |                           |
| Marulbach           | Lutz                | links         | .0000013          | mit Laguzbach                                             | 40                   | Rote Wand              | .0002.060             | Raggal           | .0000720                 |                           |
| Mellenbach          | Bregenzer Ach       | links         | .0000012          | mit Sünserbach                                            | 44                   | Sünser Spitze          | .0001.938             | Mellau           | .0000676                 |                           |
| Meng                | Ill                 | links         | .0000020          |                                                           | 72                   | Naafkopf               | .0002.154             | Nenzing          | .0000510                 |                           |
| Rellsbach           | Ill                 | links         | .0000010          | mit Lünbach                                               | 33                   | Lünersee               | .0002.122             | Vandans          | .0000640                 |                           |
| Rhein               | Nordsee             |               | .0001.233         |                                                           | .0185.000            | Rheinquelle            | .0002.345             | Rotterdam        | .0000000                 | .0002.900                 |
| Rheintalbinnenkanal | Dornbirner Ach      | links         | .0000020          | mit Koblacher Kanal und Aukanal                           | 84                   | Koblach                | .0000422              | Lustenau         | .0000398                 |                           |
| Rickenbach          | Leiblach            | links         | .0000014          | mit Riedbach                                              | .0000022             | Möggers                | .0000910              | Hohenweiler      | .0000447                 |                           |
| Rotach              | Bregenzer Ach       | rechts        | .0000017          | mit Mühlbach                                              | 104                  | Scheidegg              | .0000764              | Doren            | .0000460                 |                           |
| Rubach              | Subersach           | rechts        | .0000010          | mit Achbach                                               | .0000036             | Piesenkopf             | .0001.119             | Sibratsgfäll     | .0000812                 |                           |
| Samina              | Ill                 | links         | .0000020          | mit Stägerbach                                            | 71                   | Grauspitz              | .0002.250             | Frastanz         | .0000500                 |                           |
| Schwarzach          | Dornbirner Ach      | rechts        | .0000014          |                                                           | 25                   | Geißkopf               | .0001.059             | Lauterach        | .0000401                 | .0000001                  |
| Schwarzwasserbach   | Breitach            | links         | .0000012          |                                                           |                      | Steinmandl             | .0001.666             | Riezlern         | .0000979                 |                           |
| Subersach           | Bregenzer Ach       | rechts        | .0000027          |                                                           | 114                  | Hählekopf              | .0001.700             | Egg              | .0000502                 |                           |
| Suggadinbach        | Ill                 | links         | .0000015          | mit Valzifenzbach                                         | 74                   | Rotbühelspitze         | .0002.450             | St. Gallenkirch  | .0000840                 |                           |
| Valschavielbach     | Ill                 | rechts        | .0000010          |                                                           | 27                   | Valschavieler Maderer  | .0002.290             | Gaschurn         | .0000960                 |                           |
| Verbellabach        | Ill                 | rechts        | .0000010          |                                                           | 33                   | Neue Heilbronner Hütte | .0002.480             | Partenen         | .0001.100                |                           |
| Weißach             | Bregenzer Ach       | rechts        | .0000034          |                                                           | .0000216             | Drehers Berg           | .0001.360             | Langenegg        | .0000465                 |                           |